# 布赖河
布赖河（法語：Braye，法語發音：[bʁɛ]）是法國的河流，位於該國西部，屬於盧瓦河的右支流，河道全長74.5公里，發源自欧通迪佩尔什，流經布赖河畔萨维尼，河口處在拉沃奈。

## 外部連結
- http://www.geoportail.fr （页面存档备份，存于）
- Sandre数据库中的布赖河